# Resolució 263 del Consell de Seguretat de les Nacions Unides
La Resolució 263 del Consell de Seguretat de les Nacions Unides fou aprovada el 17 de gener de 1969. Després que l'Assemblea General va aprovar la Resolució 2479 enaltint les virtuts de l'ampliació de les llengües de treball, el Consell va decidir incloure el rus i el castellà entre els idiomes de treball del Consell de Seguretat.
La resolució va ser aprovat sense votació.